# まるごと
『まるごと』は、静岡第一テレビ（SDT、Daiichi-TV）で放送されている静岡県内ローカルの夕方ワイド番組。放送時間は月曜日 - 金曜日の18時15分から19時（JST）。本項目では『静岡○ごとワイド!』に端を発する"◯ごと""まるごと"と頭につく一連の夕方ワイド番組について記すほか同番組の姉妹番組である『まるごとGOLD』、スピンオフである『まるごと PLUS』についても記す。

## 概略

### 静岡○ごとワイド!
1994年10月3日、それまで17時台後半に放送していたニュース・情報ワイド番組『News Wave（ニュースウェーブ）』の後を受ける形で、『静岡○ごとワイド!』（しずおかまるごとワイド）のタイトルでスタート。放送時間は16時からだった。
放送開始当初は「テレビがラジオに変わります」というキャッチフレーズで、サブタイトルにもあるように台所にいる主婦が家事をしながら“聴く”テレビを目指していた。また、ラジオ出身で『オールナイトニッポン』を担当した木藤たかおが、視聴者から寄せられたリクエスト曲のレコードをかけるというコーナーや、年に何度かスタジオにラジオブースを作り、ラジオ電リク風にリクエストに答えて放送していく特別企画があったりと、ラジオのワイド番組を意識した内容が多かった。
1997年3月、静岡朝日テレビが同じ時間帯に『スーパーJチャンネル』をキー局同時ネットで開始。その後、2000年6月には静岡朝日テレビが『スーパーJチャンネル（17時台）』を打ち切り『とびっきり!しずおか』を開始。ローカル生ワイド番組の競合が始まった。
2001年には放送時間が従来より5分早い16時50分開始と、『とびっきり!しずおか』と同じ開始時間になる。
2001年10月には『○ごとX（エックス）』（まるごとエックス）と番組名と内容を変更、放送時間も拡大。ディスクジョッキーが街頭でFAXを紹介するコーナーがあったが、1年半で幕を下ろした。
2003年4月に番組名を『静岡○ごとワイド!』へ戻した。2005年11月1日からは、地上デジタル放送ではハイビジョン放送を行っている。2006年4月から、オープニングで番組を予告したのち16時53分〜17時前後（金曜のみ17時〜17時05分前後）まで、日本テレビからの『NEWSリアルタイム』（17時台任意ネット枠）が入るようになった。また、局やスポンサーの宣伝を一括して放送する「○ごと!得ナビ」を設けるなどしたため、「○ごとスクランブル」が木曜日のみとなるなど番組は縮小した。これに合わせて、昼の時間帯に放送されていた「しずおかミニ情報」も「○ごと!得ナビ」に変更されている。
2006年7月に、長らく続いた「駅前中継」「○ごとスクランブル」といった情報性の高い2つのコーナーが予告なく終了。翌月から帯コーナー「○ごとコレクション」「マイクdeあのね」が開始。
2008年4月より一部リニューアル。オープニングのお天気カメラが無くなり、「マイクdeあのね」が終了。代わりに「くいツキ」がスタートし、後に「ニュースクリック」と改題。この年から毎年4月29日に青葉シンボルロードで公開生放送が開始。これは前年まで7月の第1土曜日に静岡第一テレビ局舎で行なっていた開局イベントの代わりとなっている。
番組のメイン企画である特集を休む一方で、ゲストを迎える事が多くなった。主に映画のプロモーションで俳優や監督が出演する事が多い。また、中継にお笑いタレントが加わる事もあった。同年10月以降は中継自体が少なくなっている。
2009年3月から、放送時間が『とびっきり!しずおか』と同じ開始時間になる。同時に『NEWSリアルタイム・第1部』の冒頭部分ネットを打ち切り、代わって同パートの「リアルエンタメ」をネット開始。但し、オープニングは放送されず、最初に同番組のスタジオから見所を説明した後でこのコーナーに移動する。同年3月30日から静岡放送が『SBSテレビ夕刊』を終了させ、同時間帯に『SBSイブニングeye』→『イブアイしずおか』を開始により夕方ワイド番組が横並ぶ形となった。
2010年9月13日、最初の『静岡○ごとワイド』から通算して放送4000回を達成。同年10月に「4000回突破スペシャル」と題して、番組に出た事があるお笑いタレントが県内各地でロケを敢行。また、この頃から「○ごと特集」がグルメロケを乱発するようになる。
2011年4月、前月に起きた東日本大震災を受けて単独番組である『地震防災チェック』をアレンジしてコーナー化。同年6月には静岡県内の観光復興を目的とした『だいいち観光局』がスタート。同年10月から、日本テレビ系列の全番組ステレオ放送化によりステレオに変更されたが、スタジオ音声はBGM・効果音含めモノラル音源のままである（但しオープニングBGMのみステレオ音源）。
また、同年4月2日より大幅なリニューアルを実施。出演者も大幅に入れ替えた。オープニングテーマ（ノーランズ「恋のハッピー・デート」に）、タイトルロゴの変更（同時に「静岡の『旬』をつたえる情報ライブ」のサブタイトルが入る）。スタジオの色がピンク基調に変更。10月1日より出演者を交替させ、月・火曜日担当司会に『news every.しずおか』から小岩智子が起用された。また、同年9月まで本番組本編に出演していた徳増ないると小野澤玲奈は『news every.しずおか』担当となった。番組内容では中継コーナーを再開するなどの新企画が登場した。

### ○ごとワイド
2013年3月29日、第3部扱いで放送されていた『news every.しずおか』が終了。同年4月1日より番組改編を行いタイトルを『○ごとワイド』に変更。2014年1月6日からは月曜日 - 木曜日に限り、『news every.・第1部』（15時50分 - 16時53分）をネット受けするため、16時53分開始に繰り下げた。また、これにあわせ、『news every.・第3部』のNNN枠（月曜日 - 木曜日 17時53分 - 18時15分）および『news every.・第2部』のNNN枠（金曜日 17時53分 - 18時15分）をいずれも『○ごとワイド news every.』の番組名で放送し、前年3月末に終了した『news every.しずおか』も『○ごとワイド news every.しずおか』として放送再開された。
2014年9月4日、『静岡○ごとワイド』から通算して放送5000回を達成。

### まるごと
2015年3月30日から全面的な番組リニューアルを行い、タイトル『○ごと』（まるごと）と縮める。内包番組として放送されていた『news every.』のNNN枠と『news every.しずおか』は17時53分 - 19時にそれぞれ独立番組として分離。全曜日にVTR出演でお笑いタレントを起用するものとなり、バラエティ色が強いものとなった。中継コーナーは新静岡セノバからの天気予報。同時期にテレビ静岡が夕方ワイド・全国ニュース・県内ニュースのコンプレックス枠『しずおか!てっぺんアワー』を開始。
2016年4月1日から、公式サイトや電子番組表での表記が『まるごと』と表記が改められた。また、放送開始時刻が全て16時53分へ統一された。
2017年4月3日から、放送開始時刻が3分繰り上げになり、16時50分開始となる。同年10月からテレビ静岡が『てっぺん!』（2019年6月終了）を16時45分に移動。これより、2022年3月までは静岡県内民放の17時台は全局夕方ワイド番組が放送されることとなった。
2018年4月2日から、大幅なリニューアルを実施。「ペコリーノ」と「久保せいじ」以外のコーナーの殆どを入れ替え、出演者も大幅に入れ替えた。他局の生ワイドと同様に芸能人（特にお笑いタレント）の出演頻度が高くなっている。
同年9月19日、『静岡○ごとワイド!』から通算して放送6000回を達成。この日は通常のスタジオを飛び出して、黒スーツの秋元と赤いドレスの久保の2人が、2015年4月の大幅リニューアル時から放送内容をノートに記録し続けている浜松市在住の女性の家を訪問してそこから生中継した。番組の後半には（「ペコリーノ」とは別件で）飯尾和樹（ずん）も登場。この日は、新静岡セノバの中継にもセノバからバースデーケーキが贈られた。
2019年4月2日から、再度のリニューアルを実施。番組内のタイトルやテーマソングにサブタイトルを合わせた『まるごと -Shizuoka, Now & Trip-』（まるごと シズオカ・ナウ・アンド・トリップ。番組内では「まるごと」と呼称）を採用。前年と同様に「ペコリーノ」と「久保せいじ」以外の殆どのコーナーを入れ替え、出演者も大幅に入れ替えた。また、前年度はスタジオ常駐だった久保ひとみのスタジオ外の中継（新静岡セノバなど）も復活した。
同年7月1日、静岡第一テレビが開局40周年を迎えたことを記念し、この日から5日まで『開局40周年SP Week!』を開催。静岡第一テレビと同じ1979年生まれの物や人の紹介や、通常はVTRのみでの出演者（銀シャリや平野ノラなど）のスタジオ出演も実施した。
2021年3月29日プチリニューアルが実施され、曜日コーナーのロゴが出演者の笑顔絵に、その他コーナーは漫画風のデザインに統一された。また、番組のキャッチコピーに『笑顔の夕方』が追加された。
2022年3月29日から番組のリニューアルを実施。番組ロゴを立体的のポップな「まるごと」に変更し、7年間使われてきたスタジオやセットも大きく改装された。新たなキャッチコピーは『新しいこと、楽しみことは、まるごと』。番組のレギュラーにインディアンス（現・ちょんまげラーメン）が新たに加わる。
同年10月3日から、放送7000回を記念して番組オリジナルTシャツを作成。7000回を迎える2週間後までコメンテーターも含め、出演者全員が着用していた（24時間テレビと同様）。なお、2022年10月現在、このTシャツは販売されておらず非売品となっているが、「7000回SPウィーク」で視聴者にプレゼントされた。現在のところ販売はされていない。
同年10月13日の放送で、『静岡○ごとワイド』から通算7000回を達成。「みやぞんch」では7000回に因んで2人で電動キックボードをレンタル沼津市を7,000m（結果は7,200m）を走った。トーク中には、静岡第一テレビに眠る久保ひとみ初出演時の映像などが一部分流れた。当日の中継は「富士山清水みなとクルーズ」を貸し切り（名称：まるごとスペシャル号）、ここで料理やイルカグッズを紹介をした。このクルーズ船ではイルカを高確率で見られると言われていたが、当日は番組終盤までイルカを見ることができなかった。
また、10月10日から14日まで放送回数7000回突破を記念し、『7000回SPウィーク』を実施。視聴者プレゼントや、県内の各乗り物スポットから中継を行った。
2022年12月23日は通常の放送に加え、19時 - 19時56分に番組史上初のゴールデンタイム（GP帯）での放送を行った。レギュラー出演者である、飯尾和樹や丸山桂里奈が生出演した。なお、2022年最後の放送となり、丸山は出産準備のため、この日が一旦番組最後の出演となった。丸山に代わり、2023年1月から浜口京子が火曜レギュラーに加わることも発表された。
2023年3月30日、この日で17時台の通常放送は最後となり、28年間放送し続けた17時台の夕方ワイド番組から撤退した代わりに18時台に新規参入。
同年4月3日から夕方番組の大幅な改編に伴い、放送時間が月曜 - 金曜 18時15分 - 19時へ変更された。番組レギュラーに新メンバー・コットンが加わり、水曜に放送していた『突撃インディアンス』は月曜へ移動、『いまだけ』内で放送していた『（澤井志帆の）キラキラクッキング』は『every.しずおか』の1コーナーへ移動し、『every.しずおか』内で放送していた『イマプラキッチン』と統合、『イマプラキッチン』内で出演した中華料理人・五十嵐美幸と共演する形で継続する。また、この枠移動により『とびっきり!しずおか』や『ただいま!テレビ』との競合関係は変わらないものの、それまで放送時間が重なっていなかった静岡放送の『LIVEしずおか』やNHK静岡放送局の『NHKニュース たっぷり静岡』（祝日は休止）と初めて競合することになった。
なお、これまで同時間帯に放送されていた『every.しずおか』（2023年3月までは『news every.しずおか』）は、15時48分 - 18時15分の放送へと移動・拡大された（発表当時）。
また、静岡第一テレビ初のゴールデンタイムにおけるレギュラー番組として、4月21日から毎月1回第3金曜日に本番組のゴールデン版『まるごとGOLD』（まるごとゴールド）が放送される。※現在は放送なし
2024年4月、本番組のワンコーナーとして放送していた「HAPPY BINGO」が『every.しずおか』に移行、同年4月1日から本番組のスピンオフ『まるごとPLUS』（5分間の広告番組、金曜日は30分の生放送番組）が開始（詳細は後述）。
2024年6月、土曜日の午前（6月22日 10時30分 - 11時00分）と日曜日の午後（6月16日 15時00分 - 15時55分、6月30日 15時00分 - 15時30分）に2つの新番組『まるごとSATURDAY』（まるごとサタデー）と『まるごとSUNDAY』（まるごとサンデー）が放送される、放送内容は選りすぐりの人気コーナーをピックアップし泣く泣くカットされたシーンを交えながらの放送内容となっている、同年7月7日から『まるごとSUNDAY』がレギュラー化（毎週日曜 13:00 - 13:30）
2024年9月、10月で番組開始から30年を迎えるに併せて2024年9月2日から11月29日までさまざまなキャンペーンを実施、過去に「男前温泉」で出演していたFANTASTICS from EXILE TRIBE・八木勇征が30周年キャンペーンサポーターに就任スタジオ観覧（9月30日 - 10月4日）やコラボ商品、バスツアーなどが予定されており、期間限定で過去に放送されたコーナー「男前温泉」（2024年10月7日 - 11日まで）も復活した。
2024年9月30日 - 10月4日まで番組開始30周年を記念して「まるごと 30年ありがとうウィーク」実施。この期間限定でスタジオ観覧が行われ、日替わりで阿佐ヶ谷姉妹、みやぞん、丸山桂里奈らが生出演した。
2024年11月29日、30周年記念期間最終日、『まるごと30th SP』を放送。この日は放送時間を19時56分まで拡大し通常のまるごとファミリー（阿佐ヶ谷姉妹、インディアンス＜現・ちょんまげラーメン＞、みやぞん）と八木勇征や鬼越トマホーク、番組初登場の錦鯉、SUPER EIGHT・丸山隆平と静岡高校生とのコラボや11月15日に「いまだけ」内で放送された久保ひとみによるバスツアー（11月10日 - 11日に実施）の完全版を放送。なお同時間帯に一部日本テレビ系で放送される『ニノさん』は翌30日14時 - 15時に代替放送される。
2025年4月6日より『まるごとSUNDAY』を『日曜もペコリーノ』に改題。

## 主な出来事
1994年（平成6年）
- 10月3日：『静岡○ごとワイド!』として放送開始。

2001年（平成13年）
- 10月：『○ごとX（エックス）』に改題。

2003年（平成15年）
- 4月：『静岡○ごとワイド!』に再改題。

2008年（平成20年）
- 4月：番組の一部リニューアルを実施。

2010年（平成22年）
- 9月13日：1994年放送開始の『静岡○ごとワイド!』から通算して放送4000回を迎えた。

2011年（平成23年）
- 4月2日：番組の大幅なリニューアルを実施。
- 9月1日：同日放送の『秘密のケンミンSHOW』内の連続転勤ドラマ「辞令は突然に…」に静岡県が取り上げられ、同コーナーのPRのため、東はるみ役の黛英里佳がスタジオ生出演した。本番組も「東はるみが出演する」形で登場した。

2014年（平成26年）
- 9月4日：『静岡○ごとワイド!』から通算して放送5000回を迎えた。

2015年（平成27年）
- 3月30日：全面的な番組リニューアルとともに、タイトルを『○ごと』（まるごと）に改題。

2016年（平成28年）
- 4月1日：『まるごと』に表記を改める。月曜 - 金曜の放送時間を全て16時53分開始に統一。
- 6月9日：通常の特集を休止して、去る5月29日から「笑点」の6代目司会者に抜擢された落語家、春風亭昇太（静岡市清水区出身）の活躍を取り上げた。

2017年（平成29年）
- 4月3日：放送時間を16時50分開始に変更。
- 12月19日:：通常の特集を休止して、NHKの朝ドラ『ひよっこ』で大ブレークした俳優の磯村勇斗（沼津市出身）をフィーチャーした『磯村勇斗が沼津に帰ってキター!SP』を放送。

2018年（平成30年）
- 4月2日：番組の大幅なリニューアルを実施。
- 5月27日・6月2日：磐田市にある「三井ショッピングパーク ららぽーと磐田」のオープン9周年を記念してのトークショーを同所で開催。秋元啓二、久保ひとみなどお馴染みのメンバーの他、去る3月に番組を卒業した手塚悠介（気象予報士）も出演した[13]。
- 9月19日：『静岡○ごとワイド!』から通算して放送6000回を迎えた。

2019年（平成31年・令和元年）
- 4月2日：再度の番組リニューアルを実施。
- 6月10日：「ラグビーワールドカップ2019」の開幕100日前を目前にして、共同で放送するNHK静岡との合同企画『SCRUM PROJECT（スクラム・プロジェクト）』の詳細が発表された。また、NHK静岡の夕方生ワイド「たっぷり静岡」から、佐藤あゆみアナウンサー（当時・NHK静岡放送局在籍）がスタジオに登場した。
- 7月1日：静岡第一テレビが開局40周年を迎え、7月5日まで「開局40周年SP Week!」を開催。
- 9月16日 - 10月11日：『news every.』にて「ラグビーワールドカップ2019」関連報道のため、この期間は16時50分 - 17時43分の放送となった。

2020年（令和2年）
- 1月13日：「第98回全国高等学校サッカー選手権大会」にて、静岡学園高校が24年振り2度目の全国制覇を達成。これに伴い、当初の放送内容を大幅に変更して『静岡学園優勝おめでとうスペシャル!!』を放送した。
- 1月14日：15時50分から『まるごと特別版 静岡学園スペシャル!!』として、静岡市役所で開催の優勝報告会を生中継した。
- 3月30日：小規模なリニューアルを実施。長年放送され続けていた「久保せいじ」が千原せいじの不祥事により事実上の打ち切り。宮川大輔ほかを迎えての新コーナー「宮川クラブ」がスタート。

2021年（令和3年）
- 7月5日：7月3日に熱海市で発生した土石流災害の報道のため、『news every.しずおか』を16時50分より時間を拡大して放送。本番組は放送休止となった。
- 7月26日 - 8月6日：『news every.』にて「東京2020オリンピック競技大会」関連報道のため、この期間は16時50分〜17時43分の放送となった。

2022年（令和4年）
- 3月23日〜24日:小林よしひさ（よしお兄さん）、宮川大輔、富士彦、鳥越佳那（元・静岡第一テレビアナウンサー）がこの日をもって番組を卒業。
- 3月29日：番組リニューアルを実施。番組のレギュラーにインディアンス（現・ちょんまげラーメン）が新たに加わる。
- 9月26日 - 30日：台風15号による静岡市清水区での断水被害を冒頭でレポートしたため、一部コーナーが休止となった。
- 10月10日 - 14日：『静岡○ごとワイド!』から通算して放送7000回を迎えるのを記念し、「7000回SPウィーク」を実施。
- 10月13日：『静岡○ごとワイド!』から通算して放送7000回を迎えた。
- 10月14日：静岡鉄道の協力の下、運行中の電車を1編成貸し切り、春日町駅から長沼車庫まで運転。その後、乗車した車両での洗車機体験や、久保ひとみによる運転体験などが行われた。
- 12月7日：メインMCの久保ひとみが新型コロナウイルス感染症に罹患したため、この日から番組出演を見合わせ。
- 12月13日：2日間に渉るPCR検査の結果、いずれの検査でも陰性が確認されたため、久保ひとみがこの日から番組に復帰。
- 12月23日：通常放送に加え、番組史上初のゴールデンタイム（GP帯）での放送を行った。

2023年（令和5年）
- 3月27日:銀シャリの2人が生出演し、番組を卒業することを発表した。
- 3月30日：17時台の放送最終日。
- 4月3日（7111回目）：番組改編に伴い、放送時間を18時15分 - 19時に変更。番組レギュラーにお笑いコンビのコットンが加わる。小規模なリニューアル（番組テーマ曲の一新など）
- 4月14日：静岡第一テレビ開局以来初のゴールデンタイム（GP帯）でのレギュラー番組『まるごとGOLD』が月に1回のペースで放送開始。
- 5月26日：番組の放送終了前にて2023年入社の新人アナウンサーの岩本美蘭（いわもとみらん）の入社を発表[14]この日の『おすすめ番組』の紹介は岩本が担当。

2024年（令和6年）
- 4月5日：『Dstyle』の後継番組である金曜の生放送番組『まるごとPLUS』が放送スタート。
- 6月16日：開局以来初の日曜日の生放送番組『まるごとSUNDAY』の放送がスタート。→同年7月7日からレギュラー化（毎週日曜 13時 - 13時30分、これにより、『旅猿』再放送は同年6月をもって終了）。
- 10月3日：この日で番組開始30年を迎え、当日のスタジオゲストに初代メインMC・木藤たかおが出演した。
- 11月29日：30周年総決算と題して『まるごと 30th SP』（18時15分 - 19時56分）を放送、この日のスタジオゲストには浜口京子と八木勇征が出演。

## 主なコーナー
2025年4月から
2023年10月からコーナーの進行を再度変更。
- ずん飯尾のペコリーノ→ペコリーノSeason11[注 17]（月 - 金曜）[注 18]

Season2までの中学校区周辺や、Season3の著名な観光地・駅周辺の探訪から、新アイテムの「ペコリーノ缶詰」と交換して訪問した土地の人々から「静岡愛」を「I'm Shizuokan(缶)」な話題を紹介する内容にリニューアルされた。
Season8からタイトル「ずん飯尾の」の冠を省略し、ペコリーノ缶詰や販売促進用のシールも黄色基調の新デザインの物に変更された。
- 2022年4月6日から日本テレビ系の朝の情報番組「ZIP!」の6時56分頃から1分間程（静岡Weatherの直前）に、その日放送の「ペコリーノ」の先出しコーナー『朝ペコ』を放送。同年7月からは6時23分からも開始。これによりZIP!静岡Whetherは終了（5時56分 - 58分のコーナーも飯尾のイラスト付きのタイトルバック→天気予報→番宣に変更、しかし、ペコリーノがセレクションの場合はTVコンシェルジュmorningに差し替え、災害時は県内ニュース等に変更）去る2024年6月12日の番組休止時（静岡草薙球場にて開催の『くふうハヤテ×巨人』の試合を16:55 - 19:00まで中継）はオープニングナレーションを全てカットして、コーナーとしての「ペコリーノ」を紹介した。しかし2023年6月21日の『ZIP!』の放送でZIP!水曜パーソナリティーを卒業をすることが発表され、6月28日をもって『ZIP!』の水曜パーソナリティーを卒業したが『朝ペコ』に関しては飯尾が（ZIP!の）パーソナリティーを卒業した後も継続し、2025年3月27日まで放送された（5:56の挿絵も変更なし）。

2024年10月1日より『ZIP!』のローカル枠が変更されたことに伴い、5:56 - 5:58、6:52 - 6:54に変更し、6:21 - 6:23は差し替えなしで放送。
2025年3月27日（3月28日は本番組が野球中継の関係で休止のため番宣CMに変更）をもって『朝ペコ』の放送が終了、翌週からは『ZIP! 静岡Weather』（6時台は生放送）を再開。
- 2022年4月25日・26日の放送は、去る2022年4月16日に開催されたDaiichi-TV新社屋グランドオープン記念イベントのレポート。この日は久保ひとみがメインパーソナリティーを担当するK-mix「らじコン」の公開生放送を同所から『まるごとDaiichi-TVスペシャル!』として実施。「まるごと」メインMCの秋元啓二と、サプライズで飯尾もゲスト出演。ラジオ番組終了後の社内見学では「every.しずおか」のスタジオで阿佐ヶ谷姉妹がサプライズで登場した。
- 5月5日・6日・9日 - 11日の放送は「特別編」。以前2019年9月13日・14日登場の飯尾ファンの女子小学生が（当時）最年少野菜ソムリエの資格を取得。その小学生とのサプライズ再会を企画して「澤井志帆のキラキラクッキング」で澤井アナと2人で「セロリのポテトサラダ生ハム巻き」の調理を別室で視聴して、途中でサプライズ登場という手筈を踏んだのだが、6日の時点で再会は叶わず、翌週9日、4月に昇進した秋元啓二と3人で完成した料理を試食中に登場。その翌日の10日に小学生のレシピの一つで、飯尾の苦手な「カリフラワーを生地に使用したピザ」を2人で製作。その翌日の11日に静岡市の菓子店から提供の「国産和栗のモンブラン」を2人で食した。
- 8月29日の放送は徳増ないるが12年前に取材したロールケーキのお店を飯尾が再取材。いつもはナレーションのみだがこの日はVTR（当時の映像）にも出演した。
- 2024年4月1日、コーナーが10年目に突入した。この時点で放送回数は2200回以上（うち「Hulu」で1320エピソードが配信されている）、ペコリーノ関係者Nことナレーションの徳増ないるも収録スタジオで出演。
- 2025年3月31日、コーナーが11年目に突入し同日放送分から4月7日放送分まで飯尾（ずん｝の相方のやす（ずん）も出演した。

- いまだけ（月 - 金曜）

日ごとにそれぞれ内容が異なっており、基本的な内容としてはグルメ情報・県内の店舗の特集及び生活に役立つ商品等・「NEW OPENの店」など「NEW!」にまつわる事象の紹介。エンタメコーナー（最新映画や芸能情報、話題沸騰の情報ほか）・17時台放送時代のコーナー・いまココLIVEの後継枠として静岡新セノバ前から中継するなど様々な物を紹介するコーナーとなっている。
- 2023年1月26日・2月9日・2月20日は松島聡（Sexy Zone 島田市出身）が「しずおか元気旅大使」としてVTR出演。同年2月2日はモスバーガーとのコラボ企画第5弾として、前回スグに完売した金山寺みそに続く「静岡食材」として「あいじろみそ」を使用したバーガーの開発を予告。翌々週2月16日にあいじろみそとしいたけを使用した「ロースカツバーガー肉みそソース」2種（トッピングがトマト、終日発売とたまご、本番組の開始時間の16時50分から発売）と、昨年に続いて「まぜるシェイク 三ケ日みかん」も登場して去る2月24日から発売。なお、当日は久保ひとみがモスバーガー新静岡セノバ店からレポート。金曜は県内の観光地や絶景スポットなどと生中継。
- 2023年3月17日は、2日後の19日に藤枝市でライブを開催のずんが揃って登場。その中で、ライブのチケットが前売で完売した事の御礼として、「ペコリーノ」にてプレゼントしている「ペコリーノ缶詰」の底にサインを入れて視聴者10人にプレゼントを行なった。
- これまでは『まるごとwhether』の後に放送していたが2023年4月3日からは曜日コーナーの後に放送。この日から週に1回程度、セノバ内から中継を行う（いまココLIVEの名残と思われる）。
- 2023年6月25日から6月30日までは「この夏行きたい!旅行先」として本番組のロケとしては『おさわがせしヤス』以来、約6年ぶりの登場となるやす（ずん）をゲストに迎えDaiichi-TVアナウンサー・垣内麻里亜と2人で沖縄のDMMかりゆし水族館等を満喫するロケを行った。

- 新静岡セノバからの中継

新型コロナウイルス感染拡大防止のため、一時期、静岡第一テレビ本社（旧社屋時代）屋上から中継をしていた。
- まるごとWeather→松浦さんの天気（月 - 金曜）

2023年4月から祝日などで「every.しずおか」が短縮となった場合等はセノバ中継自体が休止（静岡新セノバは通常営業）となり、松浦気象予報士の出演は当番組のみ出演はなしで代わりに自動音声による天気予報が放送される。
- 突撃インディアンス→突撃ちょんまげラーメン（月曜、2022年3月30日 -）[注 25][注 26]
- 仰天パワーチャージ（火曜、2023年1月10日 - ）[注 25]
- コットンClub（水曜、2023年4月3日 - ）[注 25]
  - 2023年6月14日は番組MCの秋元が初登場。（秋元が曜日コーナーのロケに出演するのは「なでしこスタイル」（須藤の代理で出演）以来。
- あさがや手帖（木曜、2021年1月8日 - ）[注 25]
- みやぞんch（チャンネル）（金曜、2022年3月31日 - ）[注 25]
  - 2025年3月までは「あさがや手帖」は金曜、「みやぞんch」は木曜に放送されたいた。
- まるごとインフォメーション （不定期、CM内で放映、2020年12月 - ）

外で行うロケのコーナーは新型コロナ対策のため2021年1月下旬頃からコーナーオリジナルのマスクを着用している。2020年6月から2021年1月中旬まではマウスシールド、2020年12月からはセノバ中継もマウスシールドを着用（現在はマスクに変更）。また、2020年の緊急事態宣言明けからスタジオには出演者同士にアクリル板が設置され、テーブルの台も1角増やされている。2023年4月からはマスクは個人の判断に方針が変更されたため、基本的にはマスク着用はしていないが、人が多い場所などは引き続き着用している。スタジオ内のアクリル板も2023年4月から撤去され、出演者の距離も少しだけ近づいている。
ネット配信は「Hulu」が主に紹介されていることが多いが曜日別コーナー（突撃インディアンスやコットンCLUB等）や「ペコリーノ」の一部回や直近30話ほどは「U-NEXT」や「Lemino」、「Amazon Prime Video」の有料追加チャンネル「大阪チャンネルセレクト」でも配信されている。

### まるごとGOLD
- シズオカ噂の境界線（2023年4月21日、5月19日、6月23日、7月21日、9月22日）
- エモ食堂（2023年4月21日、5月19日、6月23日）
- 仰天!ウハウハ新名所（2023年7月21日）
- ペコリーノ夏休みSP[注 28]（完結編）（2023年8月18日）
- 長州力が静岡でやりたいコト（2023年8月18日）
- 静岡おまちの横丁を徹底調査（2023年9月22日）

『まるごとGOLD』の放送は「Hulu」にてノーカットで配信されている。
終了したコーナー
- マイクdeあのね （月 - 金）

『1億人の大質問!?笑ってコラえて!』の幼稚園の旅を県内版にアレンジしたもの。秋元扮するマイクマンブルーがリポートする。
- ネッCHUブログ（金曜）

人気のあるブログを紹介する。
- ○ごと私の記念日（金曜）

想い出の写真や曲を紹介する。
- くいツキ（月 - 木）

気になる出来事を3分間で詳しく解説する。
- ○ごとコレクション（月 - 水）

人気のデザートや食べ物を紹介。
- ○ごとお家でDO（不定期）

カインズホームの商品やDIYを紹介。
- 儀助さんぽ道

中山儀助がさまざまな事に挑戦するコーナー。
- 街ぶら全国制覇

全国各地の人気スポットを紹介しつつ、レギュラー陣が日本テレビ系列の夕方ワイド番組に出演するコーナー。
- 静岡どんぶりMAP

ドロンズ石本が県内の丼を食べ歩くコーナー。
- チャリ散歩（月曜）

秋元が静岡県内を自転車で散策するコーナー。
- 久保ちゃんのきょうイチ!（月曜）

久保ひとみが藤原恭一アナウンサー(当時)にレポートのイロハを享受するコーナー。
- だいいち観光局（火曜）

東日本大震災で落ち込んだ静岡県の観光需要を回復させるために、徳増ないるが県内観光地を訪問するコーナー。
- お世話になりヤス!（月曜）
- やすももこの知っトク!!（月曜）
- プロの魔法（月曜）
- THEキキコミ（月曜）
- 銀シャリの旅はナビまかせ→旅はナビまかせ（月曜、2019年4月8日 - 2022年3月21日）[注 25]

新型コロナウィルスに伴う、緊急事態宣言が静岡県にも発令され、発令中はロケができないため「プレイバックナビ」として過去の映像の再編集版を銀シャリの2人がトークするコーナーとなっていた。2020年6月からはロケを再開。
- 2021年3月8日・15日の放送は、間寛平がゲストとして登場。去る3月27日に沼津市にて開催の『寛平アメマナイトマラソンin沼津2021』のPRを兼ねて、コース上の店をナビゲートした。
- 2022年3月21日をもってコーナーを同日付で終了発表。最後は銀シャリの2人が未公開映像を振り返った。2022年3月28日から「旅はナビまかせ」に変わる新コーナー「銀シャリサーチ」を開始。

- 5（ファイブ）あわ〜ず（火曜）
- ランランランチ（2015年4・5月）→おとなごはん（2015年6 - 8月、火曜）
- 秋元刑事のキキコミ（火曜）
- 田中章義の水曜川柳（水曜）

視聴者から投稿された川柳を紹介するコーナー。
- トキメキ（水曜）
- トキメキ＋（プラス 水曜）
- GO!GO!乗っちゃお!（水曜）
- シズオカのオキテ!（木曜）
- オキテNEXT!（木曜）
- ○ごと美文字道場（水曜→木曜）→○ごと美文字部（木曜）
- ひみつのレシピ（木曜）
- 小川さんのお天気（金曜）

気象予報士の小川賢一郎が天気を詳しく解説するコーナー。
- ○ごと健康ごはん（月 - 金）

鈴木学園の講師などによる料理コーナー。
- NEWS CRICK（月 - 金）

くいツキ（後述）を拡大
- ○ごと得ナビ（月 - 金）

局やスポンサーからの宣伝をまとめて紹介するコーナー。
- 番組宣伝部（月 - 金）

今夜のお薦め番組を新聞のラテ欄風なボードを使って解説するコーナー。
- 街角中継（火曜）

静岡市葵区呉服町交差点、浜松市中区（現・中央区）ギャラリーモール・ソラモから、その時々のテーマに応じて永見佳織が意識調査を行うコーナー。
- 久保ちゃん中継（木曜）

旬な場所から久保ひとみが生中継するコーナー。
- ○ごと地震防災チェック（木曜）
- ごめんネコ（月曜 - 金曜）

視聴者から投稿された色々な表情のネコの写真を紹介するコーナー。
- ☆てんし（金曜）

番組エンディングに最近産まれた赤ちゃんを毎回1人紹介。
- 特集（月 - 金）

特別企画や県内でイベントがある場合はそちらを優先する。
月：月曜特集
火：路線バスの旅
水：水曜特集
木：木曜特集
金：街ぶら…久保ひとみが県内の街を歩く
- キートンの名店（月曜 - 金曜）

キートン山田のナレーションによる静岡県内のレストランを紹介するコーナー。
- ♯まるごとハッシュタグ♯（月曜 - 金曜）
- おさわがせしヤス!（月曜）
- トレンドキャッチャー（月曜）
- プレミあわ〜ず（火曜）
- エクスQ'sミー（火曜）
- ノリ×ノリ（水曜）
- オトナKawaii（水曜）
- 木曜のリチェルカ（木曜）[注 30]
- 解決!エキスパ（木曜）
- みやぞんウォーカー（木曜）
- てくてくBoo!（木曜）
- PなFRIDAY（金曜）
- 最強占い芸人 アポロン山崎の元気予報（月 - 金曜）
- まるスタ（月 - 金曜）
- セノバdeライブ（月曜 - 金曜）

毎日1名に簡単なゲームにチャレンジしてもらい、成功したらクオカードを獲得。失敗したら翌日にキャリーオーバー。
- ラグビーみやぞん

ラグビーW杯タイアップ企画。ラグビー日本代表のジャージ姿のみやぞんが描かれたボードにある3個の的に、ラグビーホールを3球違う的に投入。3球全て成功したら、ハンバーグレストランチェーンの食事券3千円分を獲得。
- RIKACO/S(リカコ/ズ、月曜)
- ときめき！ハニー（月曜）
- 男前温泉（隔週月曜）
- 尼神インターの買いたい新書（火曜）
- なでしこスタイル（火曜、2020年9月8日 - 2022年12月20日）[注 25]
  - 2021年6月22・29日はみやぞんがゲスト出演。22日は藤枝市でラーメンの知識を、29日はギネス世界記録保持者が館長を務める焼津市のカッパグッズの博物館を訪問した。
  - 2022年3月15日・22日は丸山の夫で、元サッカー日本代表の本並健治がゲスト出演して、15日は御前崎市にある「夫婦でがんばる店」を紹介、22日は掛川市の「葛城 北の丸」を訪問した。尚、パートナーの秋元はこの回でコーナーを卒業し、次回から須藤駿介が丸山のパートナーを担当する事も発表された。
  - 2022年10月11日はリモートで生出演。冒頭で自身の第1子妊娠を発表。同年12月23日の「年末SP」にて出産準備のため、本コーナーを休止することを発表。2023年2月24日放送の冒頭で、自身がリモート出演して去る2月21日に第一子出産を報告した。
- まるごとりっぷ（水曜）[注 31]。
- よしお兄さんぽ（水曜、2019年10月2日 - 2022年3月23日）[注 25]
  - 2021年1月20・27日は横山だいすけがゲスト出演して、こども服コーディネイト対決等を行った。
  - 2022年3月23日の最後の放送回はスタジオに特別生出演した。
- あらぽんウォーカー(木曜)
- あらぽんの おつかい食堂（水曜）
- 久保せいじ（木曜）

出演者の一人千原せいじの不祥事によって事実上の打ち切り。
- 宮川クラブ（木曜、2020年4月2日 - 2022年3月24日）[注 25]

2022年3月24日をもってレギュラーは終了しているが今後も単発で放送される場合がある。
- RIKACO流(火曜)
- おったまげ～調査隊!（金曜）

平野ノラの妊娠に伴い2020年10月で終了。
- GoToみやぞん（金曜）

みやぞんが静岡第一テレビの女性アナウンサー（と久保ひとみ）をもてなすコーナー。
- 銀シャリサーチ（月曜、2022年3月28日 - 2023年3月27日）[注 25]

2023年1月23日、小山町をレポートした事で、静岡県の全35市町のレポートを達成した。また、最新回のみが『TVer』で2週間無料見逃し配信されていた。
- いまだけ・澤井志帆のキラキラクッキング（2021年8月11日 - 2023年3月30日、水曜）[15]

『キラキラクッキング』が開始され初めて正式なコーナー名が付いた。1週間後番組内にて公式YouTubeチャンネルが開設された出来事をコーナー終了前に発表した。
YouTubeチャンネル内の「キラキラクッキング」はVTRは本放送の同じ物だがVTR開始前・終了後はYouTubeオリジナル映像となっている他、YouTube限定動画も配信されている。基本的にワイプは全て本放送時・YouTube用に再視聴している永見アナのみとなっている（澤井アナもワイプに映る動画もある）。
- 2021年12月8日・22日の放送では、2022年1月浜松市にて出張公演が開催される事のPRを兼ねて、青木詩織（SKE48・焼津市出身）がゲスト出演した。22日には同公演のチケットのプレゼントも行われた。
- 2022年2月11日（建国記念の日）は、「キラキラクッキング特別編」として、永見佳織がゲスト出演してバレンタインスイーツの制作に2人が共同して取り組んだ。
- 2022年3月2日・9日は、須田亜香里（当時SKE48）がゲスト出演。
- 2022年7月25日は『キラキラクッキング特別編』として先日7月23日にYouTubeチャンネルで公開された澤井アナと永見アナの安倍川花火大会の中継模様を放送。
- 2022年11月23日（勤労感謝の日）は通常収録に使用しているクリナップ静岡ショールームの他に、静岡第一テレビスタジオでも生でクッキングを披露した。
- 2023年3月13・14日はキラキラクッキングの名コンビ、永見佳織・澤井志帆がFDAを使っての熊本プチトリップを「熊本 キラキラ女子旅」のタイトルで紹介。
- 2023年3月29日をもって「まるごと」内での「キラキラクッキング」の終了と、翌月から「every.しずおか」に移籍する事を発表した。

- 脳ミソたいそう（2019年7月8日 - 2023年12月15日、月 - 金曜）※2024年4月から『まるごとPLUS』内で金曜日に限り再開

2020年7月から、月曜日はDaiichi-TVアプリ「シズオカン」と連動して、視聴者もコーナーへの参加が可能になるも、末期の放送ではこの告知は省略されていた。
2023年4月21日は「まるごとGOLD」の宣伝のため、休止。
5月22日は冒頭に伊豆諸島新島・神津島地震情報を伝えたため、尺の都合上、急きょ中止。（スマホアプリ「シズオカン」への参加も取り止め）
5月25日・26日は28日（日曜）に行われる「日本プロサッカーリーグ（Jリーグ）清水エスパルスVSツエーゲン金沢」の決戦試合の模様をDaiichi-TVで当日13時55分から生中継をするため、それに関連したPRを2日間にわたって放送するため休止。
2023年7月3日からコーナーの演出を変更。これまではVTR方式で女性アナウンサー（主に澤井志帆）が解説し、スタジオ出演者はワイプで解答や一言を考える様な進行であったが、生放送方式で秋元啓二が問題を出題し秋元以外のスタジオ出演者は札やフリップで答えを解答するスタイルに変更となった。『まるごとPLUS』ではVTR方式で女性アナウンサー（主に澤井志帆）が解説する方式に戻っている
- news every.しずおか LINE UP（every.しずおかとのクロストーク、月曜 - 金曜 2022年10月3日 - 2023年3月30日）

徳増アナ（松原アナ・小澤アナの場合あり）とまるごとMCとのクロストーク、今日のニュースラインナップを伝える。
新静岡セノバからの中継
- 10秒番宣（ - 2023年3月30日）

松浦気象予報士とDaiichi-TVアナウンサーが10秒間で今夜・週末のおすすめ番組を紹介する。また、松浦はその宣伝番組出演者の物真似や番組に因んだ芸を行う。また、物を使った場合やこの後の「ビンゴShizuokan」にチャレンジする通行人が出演する場合がある。右上には「浜松・静岡・沼津・熱海」の明日の天気予報が表示される。放送時間帯は17時40分前後（「脳ミソたいそう」の問題〜答えまでのCM中に放送）
- いまここライブ→いまココLIVE（月 - 金曜、2019年4月1日 - 2023年3月30日）

- ビンゴShizuokan（2019年11月4日 - 2023年3月30日、月 - 金曜）

スタート当初は開局40周年キャンペーンのキャラクター出川哲朗→後に久保ひとみ・みやぞん・飯尾和樹（ずん）、2021年4月から銀シャリから阿佐ヶ谷姉妹まで（富士彦を除く）の全曜日の各コーナーのリポーターら、2022年4月から銀シャリから阿佐ヶ谷姉妹までの各曜日のリポーターらと総合司会の秋元、久保を加えた現在のレギュラーメンバーをあしらったイラストのボードにある九つのマスの中にボールを投入して、ビンゴを完成させる。
2球でビンゴだと、ハンバーグレストランチェーンの食事券5千円分、3球で3千円分（隔週でモスバーガーで使えるモスカードの場合あり）、外れても番組特製クオカード500円分を獲得。去る2022年4月改編で、静岡市の銘柄牛『静岡そだち』を味わう事の出来る焼肉レストランの食事券プレゼントは廃止された。
- HAPPY BINGO（月 - 金・祝日は休止、2023年12月 - 2024年2月29日）

放送時間移動前まで放送されていた『ビンゴShizuokan』の後継コーナー、ルールは上記と同様、『ビンゴShizuokan』と同様でボードにある九つのマスの中にボールを投入して、ビンゴを完成させる（斜めでも可）、2024年4月から『every.しずおか』へ移行したが2024年10月から全く行われなくなった。
2球でビンゴだと、チェーン店（チェーン店の商品券は週や月によって異なる）の商品券5千円分、3球で3千円分、外れても番組特製QUOカード500円分を獲得
緊急事態宣言発令時には、当コーナーは休止。宣言解除にともない去る10月4日より再開。
まるごと特別編としてスタジオで「ビンゴShizuokan」をプレイする場合は新静岡セノバ中継（「まるごとWhether」「いまココLIVE」）は休止。
休日特別編成期間（大型連休期間中の2022年5月3日 - 5月5日や山の日8月11日とその翌日12日等）は、セノバ中継は休止。
- まいにちみやぞんシーズン1〜4、（月 - 金曜 2019年4月2日 - 2023年3月30日）[注 25]

season1では静岡県内の人通りが多い街からスタッフが聞き込みをしてみやぞんと悩みの相談をしていたが新型コロナウィルス感染拡大によりseason2以降ではリモートでみやぞんと相談している。
2020年末までは番宣番組の案内で「まいにちみやぞんの番宣」としてみやぞんが番組を紹介していた。放送時間帯はevery.しずおか終了後やZIP!やOha4!内のCM内で放送されていた。
曜日別コーナー
- ○ごとアプリ（月曜）
- きょういちの温泉手帳（月曜）
- しょうじの王道一直線（水曜）
- お助け料理人 西尾拓美が行く!!（金曜）

## 出演者
過去の出演者も含め特記の無い人物は、出演時静岡第一テレビアナウンサーまたはキャスター。
レギュラー出演者の他にも不定期にゲストとして番組に出演する場合がある。
気象予報士及び一部静岡第一テレビアナウンサーは「新静岡セノバ前」・金曜「いまだけ」等の中継先から出演する。

### 総合司会（メインキャスター）
- 秋元啓二（2003年4月 - ）[注 32]：「仰天パワーチャージ」の浜口京子のパートナーとしても出演。
- 久保ひとみ（ローカルタレント、月 - 金曜日、2003年4月 - ）：「みやぞんch」のリポーターとしても出演。

### コメンテーター
- 田中章義（歌人・作家、隔週水曜日、2013年4月1日 - ）

### リポーター
- 飯尾和樹（ずん）（月 - 金曜日、2015年4月 - ）：「ずん飯尾のペコリーノ」
- ちょんまげラーメン[注 33]（お笑いコンビ）（月曜日、2022年4月3日 - ）：「突撃ちょんまげラーメン」[注 34]
- 浜口京子（女子レスリング選手）（火曜日、2023年1月10日 - ）：「仰天パワーチャージ」
- コットン（お笑いコンビ）（水曜日、2023年4月5日 - ）：「コットンCLUB」
- みやぞん（ANZEN漫才）（木曜日、2018年4月 - ）：「みやぞんch」
  - 2018年4月から5月までは毎週木曜日のみ出演。同年6月から2019年3月までは出演無し。
  - 2019年12月12・19日、2020年2月の木曜日は、不祥事のために降板した千原せいじ（千原兄弟）に代わって久保ひとみとのロケ企画に出演。
  - 2019年4月2日から2023年3月30日までは月曜から金曜日まで出演していたが『まいにちみやぞん』の事実上の終了に伴い、週1回の『みやぞんch』のみの出演に縮小。
- 阿佐ヶ谷姉妹（お笑いコンビ）（金曜日、2021年1月 - ）[注 35]：「あさがや手帖」
- 駒井千佳子（芸能リポーター）（2019年4月 - 、第4木曜日）
- 長谷川まさ子（同上）（2019年5月 - 第1木曜日）
- ひかりんちょ（リポーター）（2024年4月 - 、不定期）
- 須藤駿介（2018年4月 - 、「Dstyle」、「KICK OFF!SHIZUOKA」と兼任）：2024年3月までは「仰天パワーチャージ」の浜口京子のパートナーとしても出演。
- 澤井志帆（2019年7月 - 、「every.しずおか」（every.life『みゆき しほのキラキラクッキング』）「ごちそうカントリー」と兼任）：「脳ミソたいそう」
- 垣内麻里亜（2022年11月 -、過去 2017年4月 - 2018年3月にも出演）
- 永見佳織 （2024年4月 - 、「every.しずおか」「ごちそうカントリー」〈ナレーション〉と兼任、過去2012年4月 - 2023年3月30日[注 36]にも出演 ）
- 岩本美蘭（2023年5月26日 - 、「ごちそうカントリー」と兼任）

女性アナウンサーはスタジオやセノバ中継（いまだけ・松浦さんの天気）に出演する他、主に「いまだけ」に出演することが多い。澤井アナは「脳ミソたいそう」にも出演。

### コーナーナレーター
- 徳増ないる（2013年4月 - ）：『ずん飯尾のペコリーノ→ペコリーノ1 - 10』担当

### 気象予報士
- 松浦悠真（ウェザーマップ）（月 - 金曜日、2020年3月30日 - ）

2022年2月28日 - 3月4日は冬休みのため、同年8月8日 - 12日は夏休みのため、同年11月16・17日も休止。
休止期間中の代理は「本庄美奈子」（伊豆の国市出身。代理中は松浦が出演している本番組の他「Dstyle」「every.しずおか」にも出演）、2022年11月17日のみ「田﨑麻友美（ウェザーマップ所属）が代理。
2022年8月15日の夏休み明けに結婚について報告した。本人によると夏休み期間中に結婚したという。

## 過去の出演者

### メインキャスター（MC）
| 期間      | 期間       | 男性        | 男性       | 女性       | 女性                | 女性         | 女性         |
| 期間      | 期間       | 月 - 木曜日 | 金曜日     | 月・火曜日 | 水曜日              | 木曜日       | 金曜日       |
| --------- | ---------- | ----------- | ---------- | ---------- | ------------------- | ------------ | ------------ |
| 1994.10.3 | 1999.3.31  | 木藤たかお  | 木藤たかお | 石関美穂   | 石関美穂            | 石関美穂     | 石関美穂     |
| 1999.4.1  | 1999.10.1  | 細野俊晴    | 細野俊晴   | 石関美穂   | 石関美穂            | 石関美穂     | 石関美穂     |
| 1999.10.4 | 2001.9.28  | 細野俊晴    | 細野俊晴   | 徳増ないる | 徳増ないる          | 徳増ないる   | 徳増ないる   |
| 2001.10.1 | 2003.3.28  | （不在）    | （不在）   | 徳増ないる | 徳増ないる          | 徳増ないる   | 徳増ないる   |
| 2003.3.31 | 2005.10.31 | 木藤たかお  | 秋元啓二   | 那須洋子   | 那須洋子            | 那須洋子     | 那須洋子     |
| 2005.11.1 | 2011.3.31  | 秋元啓二    | 秋元啓二   | 久保ひとみ | 那須洋子            | 那須洋子     | 那須洋子     |
| 2011.4.1  | 2012.3.30  | 秋元啓二    | 秋元啓二   | 久保ひとみ | 久保ひとみ          | トーマス玲奈 | トーマス玲奈 |
| 2012.4.2  | 2012.9.28  | 秋元啓二    | 秋元啓二   | 徳増ないる | 久保ひとみ          | 久保ひとみ   | 久保ひとみ   |
| 2012.10.1 | 2013.3.29  | 秋元啓二    | 秋元啓二   | 小岩智子   | 小岩智子 久保ひとみ | 小岩智子     | （不在）     |
| 2013.4.1  | 2020.3.27  | 秋元啓二    | 秋元啓二   | （不在）   | （不在）            | （不在）     | （不在）     |
| 2020.3.30 | 現在       | 秋元啓二    | 秋元啓二   | 久保ひとみ | 久保ひとみ          | 久保ひとみ   | 久保ひとみ   |

### ○ごとエクスプレス
- 田辺稔☆[注 39]

### リポーター
- 川合千里☆（2004年4月 - 2007年3月）
- 田代あおい☆（2003年10月 - 2006年3月）
- 早川美幸☆（2006年4月 - 2007年9月）
- 天野江美子（2004年4月 - 2006年3月）
- 岡山裕子（2006年8月 - 2006年11月）
- 田島祐子（2007年4月 - 2008年）
- 米倉志保（2007年10月 - 2008年）
- スナオマサカズ（2008年4月 - 2009年2月、くいツキコーナー）
- 袰川有希☆（2006年10月 - 2010年3月）
- 青柳愛☆（くいツキコーナー）
- 西山加朱紗☆（火・金曜日、2011年10月 - 2015年3月）
- 三保麻美（2012年5月 - 2012年7月）
- 小岩智子☆（月・水曜日、2012年10月 - 2015年1月）[注 40]
- 徳増ないる☆（2013年4月 - ）[注 39][注 41]
- 松嶋亮太（『しょうじの王道一直線』ほか）
- 西尾拓美（『お助け料理人 西尾拓美が行く!』）
- ハルカラ（2015年4月 - 8月、但し、同年5月までは浜名ランチのみ出演）
- 寺田真二郎（料理研究家、2015年4月 - 2016年1月）
- 鳥越佳那☆（2017年4月 - 2022年3月）
- 水野勝（BOYS AND MEN、2018年2月6日・13日、平田雄也の冬休みに伴う代理出演）
- 石出奈々子（木曜日、2018年4月 - 7月、2018年3月15日に山田桃子の冬休みに伴い、代理出演したことがある）
- 平田雄也（2017年4月 - 2019年3月）
- DOBERMAN INFINITY（2018年4月 - 2018年9月）
- アポロン山崎（2018年4月 - 2019年3月)
- 尼神インター（2018年4月 - 2019年3月）
- BOYS AND MEN(2018年4月 - 2019年3月）
- あらぽん（ANZEN漫才 木曜日→水曜日、2018年8月 - 2019年9月）
- 小林よしひさ（水曜日、2019年10月 - 2022年3月）
- 千原せいじ（千原兄弟 金曜日→木曜日、2015年4月 - 2020年3月だが事実上2019年11月7日を以って降板）[18]
- ウド鈴木（2020年1月9・16日、3月19・26日）

不祥事で出演不能となった千原せいじの代理として登場。
- 神奈月（2020年1月23・30日、3月5・12日）

出演の経緯はウド鈴木と同じ。
- 宮川大輔（木曜日、2020年4月 - 2022年3月）
- 富士彦（静岡県住みます芸人、木曜日、2020年4月 - 2022年3月）
- 柳田通斉（元日刊スポーツ、現静岡朝日テレビ広報部長、第3水曜日）
- 藤原恭一☆（2014年7月 - 2017年3月）
- 名倉由桂☆（2015年4月 - 2017年3月）
- やす（ずん、月曜日、2015年4月 - 2018年3月）
- 吉川正洋（ダーリンハニー、水曜日、2015年4月 - 2018年3月）
- しゅくはじめ（木曜日、2014年10月 - 2018年3月）
- 山田桃子☆（2015年4月 - 2018年3月）
- 杉岡沙絵子☆（2015年4月 - 2018年3月）
- 柴田将平☆（2015年4月 - 2018年3月）
- 垣内麻里亜☆（2017年4月 - 2018年3月）
- 小野澤玲奈☆(2018年4月 - 2019年3月)
- 松原大祐☆(2019年4月 - 2021年3月)
- 太田紅葉☆(2020年7月 - 2022年3月)
- RIKACO(火曜日、2018年10月 - 2020年7月)
- 平野ノラ（金曜日、2019年4月 - 2020年10月）
- 銀シャリ（お笑いコンビ、月曜日、2019年4月8日 - 2023年3月27日）
- 丸山桂里奈（マルチタレント、火曜日、2020年8月 - 2022年12月23日）[注 42]
- 八木勇征（FANTASTICS from EXILE TRIBE 隔週月曜日、2020年3月 - 2021年3月）
- 伊藤薫平☆（2018年4月 - 2023年3月30日）
  - 『every.しずおか』のキャスター就任に伴い番組を卒業。
- 小澤瞳（2023年4月 - 2024年3月、過去 2022年4月 - 2022年9月にも出演）
- 臼井佑奈（2017年4月 - 2024年6月28日）
  - アメリカ合衆国の大学院でスポーツマネジメントの学習のため、2024年6月末で静岡第一テレビを退社[19]。

### 2003年以前のリポーター
- 遠藤麻子
- 轟二郎（故人）
- 林家まる子
- 森喜久子☆

### 気象予報士
| 期間      | 期間      | 月 - 水曜日 | 木曜日     | 金曜日     |
| --------- | --------- | ----------- | ---------- | ---------- |
| 1994.10.3 | 2003.3.28 | （不在）    | （不在）   | （不在）   |
| 2003.3.31 | 2004.4.2  | 城田敦子    | 小川賢一郎 | 小川賢一郎 |
| 2004.4.5  | 2005.4.1  | 鹿目雅子    | 小川賢一郎 | 小川賢一郎 |
| 2005.4.4  | 2006.3.31 | 横山容子    | 小川賢一郎 | 小川賢一郎 |
| 2006.4.3  | 2006.6.30 | （不在）    | （不在）   | （不在）   |
| 2006.7.3  | 2012.3.30 | （不在）    | （不在）   | 小川賢一郎 |
| 2012.4.2  | 2014.9.26 | 河津真人    | 河津真人   | 河津真人   |
| 2014.9.29 | 2018.3.30 | 手塚悠介    | 手塚悠介   | 手塚悠介   |
| 2018.4.2  | 2020.3.27 | 杉澤綾華    | 杉澤綾華   | 杉澤綾華   |
| 2020.3.30 | 現在      | 松浦悠真    | 松浦悠真   | 松浦悠真   |

- 崎濱綾子（ウェザーマップ:2016年6月27日 - 同年7月1日、手塚悠介の夏休みに伴う代理）
- 西池沙織（2017年10月9日 - 同年10月13日、手塚悠介の夏休みに伴う代理）
- 本岡なり美（エス・オー・プロモーション：月 - 金曜日、2019年8月5日 - 同年8月9日、杉澤綾華の夏休みに伴う代理、同年11月29日・12月3・11・20日、杉澤綾華の体調不良に伴う代理）
- 久保井朝美（ウェザーマップ：2019年12月2・6・9・16日、杉澤綾華の体調不良に伴う代理）
- 宮崎由衣子（ウェザーマップ：2019年12月4・5・19日、杉澤綾華の体調不良に伴う代理）
- 岡田沙也加（ウェザーマップ：2019年12月10・17・18日、杉澤綾華の体調不良に伴う代理）
- 杉山真理（ウェザーマップ：2019年12月12・13日、杉澤綾華の体調不良に伴う代理）

### コメンテーター
- 武田修宏（金曜日、- 2005年10月）
- 中山儀助（火曜日、- 2006年3月）
- 中尾彬（不定金曜日、2012年10月 - 2013年3月、2023年4月21日放送「まるごとGOLD」のゲストとして出演）
- 國本良博（2013年4月1日 - 2015年3月26日）
- 佐野正佳（書籍編集プロダクション勤務、2013年4月1日 - 2015年3月27日）
- 本村健太郎（不定金曜日、2012年10月 - 2013年3月）
- 佐藤弘道（同上）
- 門倉貴史（同上）

### コーナーナレーター
- キートン山田（声優、2013年4月1日 - 2015年2月）

### ○ごとX
曜日別レギュラー
- 樹根（月曜）
- 中山儀助（火曜）
- スマイリーキクチ（水・木曜）
- 春風亭鯉昇（金曜）

SateX DJ
- 青木さくら（月曜・火曜）
- 森雅紀（水 - 金曜）

## まるごとGOLD

### メインキャスター（MC）
- 秋元啓二
- 久保ひとみ

### リポーター（出演者）
2023年4月21日（初回）
- みやぞん（ANZEN漫才）：「シズオカ噂の境界線」
- インディアンス（現・ちょんまげラーメン）：「エモ食堂」

2023年5月19日（第2回）
- みやぞん（ANZEN漫才）：「シズオカ噂の境界線」
- コットン：「エモ食堂」

2023年6月23日（第3回）
- みやぞん（ANZEN漫才）：「シズオカ噂の境界線」
- トータルテンボス（御殿場市出身のお笑いコンビ、番組初登場）：「エモ食堂（エモウマい店←タイトルは中京テレビ製作「オモウマい店」のオマージュ）」

2023年7月21日（第4回）
- みやぞん（ANZEN漫才）：「シズオカ噂の境界線」
- 鬼越トマホーク（お笑いコンビ）：「エモ食堂」

2023年8月18日（第5回）
- 長州力（熱海市在住）・久保ひとみ・三浦愛[注 43]（釣りガール）・やす（ずん）・高橋裕一郎[20]（沼津プロレス）：「長州力が静岡でやりたいコト」
- 飯尾和樹（ずん）やす（ずん）・ウド鈴木・しゅくはじめ：「ペコリーノ夏休みSP（完結編）」

2023年9月22日（第6回）
- みやぞん（ANZEN漫才）：「シズオカ噂の境界線」
- 鬼越トマホーク（お笑いコンビ）：「静岡おまちの横丁を徹底調査」

### スタジオゲスト
2023年4月21日（初回）
- 中尾彬
- ひかりんちょ（インフルエンサー、静岡県在住）

2023年5月19日（第2回）
- ひかりんちょ（インフルエンサー）
- 関根勤

2023年6月23日（第3回）
- ひかりんちょ（インフルエンサー）
- 飯尾和樹（ずん）2023年6月23日放送の『まるごと』から生出演。

2023年7月21日（第4回）
- ひかりんちょ（インフルエンサー）
- ウド鈴木

2023年8月18日（第5回）
- ひかりんちょ（インフルエンサー）
- 関根勤

2023年9月22日（第6回）
- ひかりんちょ（インフルエンサー）
- 武田修宏（浜松市出身）

## まるごとPLUS
『まるごとPLUS』とは、静岡第一テレビにて、2024年4月5日から放送されている金曜午前の生放送情報番組である。

### 概要
2024年3月29日で終了した『Dstyle』の後番組。放送時刻は「24時間テレビチャリティー・リポート」が11:25 - 11:30（2025年4月より土曜深夜）に移動したため、前番組から5分早くなって10:25開始（競合番組である静岡放送の「Soleいいね!」と同時刻）となった。
前番組である『Dstyle』同様に番組の内容は「生活情報」「映画情報」「取材VTR」（「最新情報」等）「お天気情報」で構成される。また2023年12月15日まで「まるごと」で毎日放送されていた『脳ミソたいそう』が金曜に限り本番組で再開（Daiichi-TVの公式アプリ「シズオカン」の参加には非対応）された。
金曜日以外の放送（土曜を除く）は事前に収録した5分間の広告放送（いわゆる「インフォマーシャル」）である。

### 出演者

#### MC
- 永見佳織

下記アナウンサーは週によって交代
- 須藤駿介
- 岩本美蘭
- 佐藤優里

#### 気象予報士
- 松浦悠真

### 過去の出演者
- 垣内麻里亜（元静岡第一テレビアナウンサー MC、2024年4月5日 - 2025年3月28日）

### 放送時間
- 金曜 - 10時25分 - 10時55分（生放送）
- 月曜 - 木曜・日曜 - 11時25分 - 11時30分（全て収録番組）

## その他
- 2017年6月30日の放送は、通常の特集は休止して、放送の翌日7月1日から静岡市美術館で開催の『没後150年 坂本龍馬』に因んで、静岡に残る龍馬伝説を求めて歴史アイドル小日向えりと秋元アナが、龍馬ゆかりの地を訪問。また、『龍馬展』応援パーソナリティーの武田鉄矢がスタジオに生出演した。
- 2018年7月4日の放送は、夏の恒例行事になりつつある『まるごと富士登山部』（以前は久保ひとみ等が参加）の今年のメンバーが永見佳織と新人の須藤駿介の二人に決まった事が新静岡セノバからの生中継で大々的に発表された。なお、登山当日の模様は7月26日に、特集コーナーを休止して放送。
- 2019年1月7日の放送は、去る1月1日（元日）に情報が解禁された「開局40周年キャンペーン」のCMと、アンバサダー出川哲朗のCM撮影裏話などが紹介された。
- 2019年6月18日の放送は、番組冒頭から中山秀征と西岡健吾（MAG!C☆PRINCE）が登場。その場で久保ひとみと共に7月11日からスタートの新番組『静岡ダイスキТV』（第2・第4木曜 25:34 - 26:04）のPRを実施した。
- 2019年7月12日の放送は、開局40周年を記念して翌13日に静岡市民文化会館にて公開収録が行われた（放送日は8月4日・11日〈山の日〉の2週分）「笑点」から三遊亭小遊三、三遊亭円楽、林家たい平、林家三平の4名がスタジオに登場。スケジュールの都合でこの場に同席出来なかった司会の春風亭昇太の結婚話等で大いに盛り上がった。また、この放送の3日後の7月15日（海の日）に、新人アナウンサー澤井志帆が収録当日の様子をレポート。
- 2019年10月10日の放送は、去る10月5日に静岡市の浮月楼にて、金曜レギュラー平野ノラ夫妻の結婚披露宴の話題を独占紹介した。旦那さんの顔を平野ノラが描いたイラストで隠すなどの演出や、番組で共演の鳥越アナも披露宴に招待されて出席した。
- 2020年1月27日の放送は、24年振り2度目の全国優勝を成し遂げた静岡学園サッカー部の監督・選手がスタジオに生出演。サプライズとして、同大会の応援歌『繋げ！』を歌った三阪咲の祝賀メッセージに、新静岡セノバそばのドリンクショップ「Tapista」から同校のユニホームをモチーフとしたタピオカドリンク「静学ビクトリープレミアム」（1月29日より平日限定で500杯発売）のプレゼントが贈られた。
- 2020年2月4日の放送は、「ビンゴShizuokan.」のラストで、田辺信宏静岡市長が、翌日の2月5日から放送の静岡市のマスコットキャラクター（あおいくん：葵区、トロベー：駿河区、シズラ：清水区）と一緒に出演の「I'm Shizuokan」のＣＭ撮影の模様を放送した。
- 2021年7月12日の放送は、翌7月13日から8月22日までの予定で浜松市美術館にて開催の「藤井フミヤ展」の様子を、浜松市美術館に藤井フミヤを迎えて生中継した。
- 2022年3月3日の放送は、「まるごと」メンバーの一人とされている磯村勇斗による『母校へのサプライズ企画』として「いまだけ」内で沼津西高校の卒業式に、コロナ禍で苦しめられた卒業生に対してビデオレターを送る企画が放送された。
- 2022年8月18日の放送は、「まるごと」メンバーの一人とされる磯村勇斗の初主演映画『ビリーバーズ』の公開を記念しての「静岡凱旋バスツアー」をリポート。静岡から沼津への舞台挨拶の一環として、静岡市のプロバスケットボールチーム「ベルテックス静岡」の選手移動用バス（日野セレガ。7000回記念SPウイークの初日にも登場）をチームから借りて運用。道中、黒ひげ危機一髪ゲームを使った罰ゲームや、久保ひとみ提供によるうなぎ弁当や最近釣りが趣味だという磯村のためにオリジナルのルアーもプレゼントされた。
- 2022年10月13日、同日付の静岡新聞朝刊「アドポスト」にて、番組視聴者から『☆Daiichi-TV様☆ 10月13日(木) 祝「まるごと」放送7000回』。スタッフの皆様これからも頑張って下さい。応援しています!!」のメッセージが紹介された。
- 2023年2月16日の放送は東海道新幹線「のぞみ22号」の異常を示す表示が発令され、運転見合わせとなる出来事が発生。この影響で出演者の久保ひとみが乗車している新幹線にも影響が出ており、出演できないという事態が発生した[注 44][注 45]。放送開始当初は「（久保が乗車している新幹線の）運転が再開され、（スタジオに到着）次第出演予定」と告知していたが、実際、久保が乗車している新幹線を含む、一部東海道新幹線が番組終了時刻の17:50頃に運転を再開したが当然ながら番組終了時刻に間に合わず、この日は結局本番組最後まで出演できなかった。しかしこの日の「every.しずおか」で新幹線の運転見合わせのニュースを伝えた際、JR静岡駅からの生中継で現場から出演し状況についてなどリポートした。久保によると17:50頃に運転が再開され、静岡駅に着いたのは18時過ぎだったという。
- 2023年6月2日、台風2号による線状降水帯の発生で静岡県内で大雨が降りづいてることから当初は放送内容を大雨情報を中心に変更の上、予定通り番組開始を予定していたが[21]17時02分発表の静岡第一テレビ（Daiichi-TV、@SDT_bansen）のツイート[22]によると『every.しずおか』に急遽変更となり、結局番組自体休止となってしまった。放送時間が18時台に移動してから初の番組休止となる。
- 2024年の年間視聴率は個人全体5.9％（コア3.1％）を記録している（18時台ではトップ）[23]